# Manga Time Kirara Miracle!
Manga Time Kirara Miracle! (яп. まんがタイムきららミラク) — японський сейнен-журнал йонкоми, що випускається японським видавництвом Houbunsha 16 числа щомісяця. Був створений 16 березня 2011 року як спецвипуск Manga Time Kirara, що виходив раз у два місяця (16 числа кожного непарного місяця). З виходом березневого випуску 2012 року став незалежним журналом та почав видаватися щомісяця. Характерними рисами є хороша графіка та зосередженість на «дівочій миловидності».

## Манґа
Джерело.
- 202 Goushitsu no xxx-chan
- Annetta no Sanpomichi
- Asumigaoka SPS!
- Fuku 33 Sanshoku Punch
- Getsuyoubi no Soratobu Orange
- Good Night! Angel
- Hakoniwa Hinatabokko
- Harusora Koushinkyoku
- Joukamachi no Dandelion
- Junsui Yokkyuukei Libi-Dol
- Kishi to Ohime-sama
- Koufuku Graffiti
- Kujira Juvenile
- Lily (SAZANAMI Chima)
- Lisa Step!
- Loveless Treasoner
- Melan Collie
- Misoni no Mikoto
- Okimari Love
- Puramobu
- Remains JC
- Sakura Trick
- Seed FUTAMI Hiro)
- Seishun Kajou Sisters
- Shirokuma to Fumeikyoku
- Sweet Magic Syndrome
- Tei Oh-!
- Tobu Koto o Yurusareta Meiro
- Tonari no Mahou Shoujo
- Tune!
- Urara Meirochou
- Watashi to Ane wa Seihantai
- Yorimichi Family
- Yorumori no Kuni no Sora ni
- Yuzuri wa Corporation